# میثم قجر
میثم قجر، (زادهٔ ۱۳ اردیبهشت ۱۳۸۹) عضو تیم ملی کبدی مردان ایران است.

## افتخارهای ورزشی

### بازی‌های آسیایی
محمدآبادی به همراه تیم ملی کبدی مردان ایران، در بازی‌های آسیایی ۲۰۱۴ در اینچئون، کره جنوبی شرکت نمود. تیم ملی ایران پس از پیروزی در مسابقات مرحله مقدماتی، در مرحله نیم نهایی، پاکستان را شکست داد و به رقابت پایانی راه یافت. اما در دیدار نهایی، با شکست در برابر هند، در جایگاه دوم رقابت‌ها قرارگرفت و ملی‌پوشان نشان نقره به گردن آویختند.